# Qiao Chunlin
Qiao Chunlin – chiński judoka.
Uczestnik mistrzostw świata w 1995. Brązowy medalista mistrzostw Azji w 1995 roku.